# Гринфилд (Мисури)
Гринфилд (енгл. Greenfield) град је у америчкој савезној држави Мисури.

## Демографија
По попису из 2010. године број становника је 1.371, што је 13 (1,0%) становника више него 2000. године.
| Група             | 2000.         | 2010.         |
| Белци             | 1.291 (95,1%) | 1.282 (93,5%) |
| Афроамериканци    | 5 (0,4%)      | 11 (0,8%)     |
| Азијати           | 1 (0,1%)      | 1 (0,1%)      |
| Хиспаноамериканци | 16 (1,2%)     | 33 (2,4%)     |
| Укупно            | 1.358         | 1.371         |